# Mastodinia
Mastodinia é um sintoma de desconforto que afecta tanto uma como as duas mamas. A mastalgia é a dor nas mamas. A dor em ambos os seios é frequentemente descrita como sensibilidade mamária, está geralmente associada ao período menstrual e não é grave. A dor que envolve apenas uma parte da mama normalmente é preocupante, sobretudo na presença de uma massa dura ou secreção mamilar. As causas podem estar relacionadas com o ciclo menstrual, pílulas anticoncepcionais, terapia hormonal ou medicamentos psiquiátricos. A dor pode também ocorrer em mulheres com seios grandes, durante a menopausa e no início da gravidez. Em cerca de 2% dos casos, a dor mamária está relacionada com o cancro da mama. O diagnóstico envolve o exame, com imagens médicas se apenas uma parte específica da mama dói. Geralmente é um distúrbio benigno em mulheres jovens devido a um desequilíbrio hormonal durante seu ciclo menstrual.
Em mais de 75% das pessoas, a dor desaparece sem qualquer tratamento específico. Caso contrário, os tratamentos podem incluir paracetamol ou AINEs. Um soutien bem ajustado também pode ajudar. Em mulheres com dor intensa, pode ser utilizado tamoxifeno ou danazol. Cerca de 70% das mulheres sentem dor mamária em algum momento. A dor mamária é um dos sintomas mais comuns, juntamente com massas mamárias e secreção mamilar.

## Causas
A dor mamária relacionada com o ciclo menstrual é designada por dor mamária cíclica ou mastalgia cíclica. Algum grau de sensibilidade mamária cíclica é normal no ciclo menstrual e está geralmente associada à menstruação e/ou à síndrome pré-menstrual (TPM). A dor mamária cíclica está frequentemente associada a alterações fibrocísticas da mama ou ectasia ductal e pensa-se que é causada por alterações na resposta da prolactina à tirotropina.
A dor mamária não relacionada com o ciclo menstrual é chamada de dor mamária não cíclica. A dor mamária não cíclica tem várias causas e é mais difícil de diagnosticar, sendo que frequentemente a causa fulcral é fora da mama. Pode-se verificar algum grau de sensibilidade mamária não cíclica devido a alterações hormonais na puberdade (tanto em raparigas como em rapazes), na menopausa e durante a gravidez. Após a gravidez, a dor mamária pode ser causada pela amamentação. Outras causas de dor mamária não cíclica incluem alcoolismo com danos no fígado (provavelmente devido ao metabolismo anormal dos esteróides), mastite e medicamentos como digitalis, metildopa (um anti-hipertensivo), espironolactona, certos diuréticos, oximetolona (um esteróide anabolizante) e clorpromazina (um antipsicótico típico). Além disso, o herpes zoster pode causar uma erupção cutânea dolorosa com bolhas na pele das mamas.

### Cancro da mama
Algumas mulheres que sentem dor numa ou em ambas as mamas podem temer o cancro da mama. No entanto, a dor mamária não é um sintoma comum de cancro. A grande maioria dos casos de cancro da mama não apresenta sintomas de dor, embora a dor mamária em mulheres mais velhas tenha maior probabilidade de estar associada ao cancro.